# 랄프 팔켄마이어
랄프 팔켄마이어(독일어: Ralf Falkenmayer, 1963년 2월 11일, 헤센 주 프랑크푸르트 암 마인 ~)는 독일의 전직 프로 축구 선수로, 현역 시절 수비형 미드필더로 활약했다.

## 경력
팔켄마이어는 아인트라흐트 프랑크푸르트와 레버쿠젠 소속으로 분데스리가 경기에 385번 출전했다. 그는 아인트라흐트 프랑크푸르트 소속으로 1981년에 DFB-포칼을, 레버쿠젠 소속으로 1988년에 UEFA컵을 들어올렸다. 그러나, 그는 후자의 대회 결승전에 승부차기 주자로 나서 실축했었다.
그는 1984년부터 1986년까지 서독 국가대표팀 경기에도 4번 출전했다. 그는 프랑스에서 열린 유로 1984에서 서독을 대표로 참가하기도 했다.

## 수상
아인트라흐트 프랑크푸르트
- DFB-포칼: 1980–81

레버쿠젠
- UEFA컵: 1987–88